# Mehara Gaon
Mehara Gaon is een census town in het district Hoshangabad van de Indiase staat Madhya Pradesh. 

## Demografie
Volgens de Indiase volkstelling van 2001 wonen er 4306 mensen in Mehara Gaon, waarvan 52% mannelijk en 48% vrouwelijk is. De plaats heeft een alfabetiseringsgraad van 75%. 